# Necator americanus
Espèce
Necator americanus est une espèce de vers parasites, responsable de l'ankylostomose humaine de même que Ankylostoma duodenale. Ils sont responsables d'une seule et même maladie.
C'est un nématode trouvé sur l'ensemble des continents, mais surtout en Amérique et en Australie dans les régions tropicales et tempérées.
- C'est un parasite obligatoire de l'espèce humaine.
- Sa longévité est de cinq ans.
- Il mesure de 5 à 10 mm.